# Relations entre le Lesotho et l'Union européenne
Les relations entre le Lesotho et l’Union européenne reposent sur l'aide au développement fournie par l’Union au Lesotho. Cela inclut notamment l'accès à l’eau potable et aux structures sanitaires ainsi que la prévention du VIH et du SIDA.

## Sources

## Compléments